# Aéroport de Tuxtla Gutiérrez
L'Aéroport international de Tuxtla Gutiérrez Ángel Albino Corzo (code IATA : TGZ • code OACI : MMTG • code DGAC M. : TGZ), a été inauguré le 27 juin 2006 et est situé à 35 minutes du centre de la ville de Tuxtla Gutiérrez, Chiapas. 

## Situation
| \| 500 km1:6 468 000 \| Acapulco Aguascalientes Huatulco Campeche Cancún Chetumal Chihuahua Ciudad · del Carmen Ciudad Juárez Ciudad · Obregón Ciudad · Victoria Colima Cozumel Culiacán Guanajuato Durango Guadalajara Hermosillo Ixtapa · Zihuatanejo La Paz San José · del Cabo Los Mochis Matamoros Mazatlán Mérida Mexicali Mexico B.J. Mexico F.A. Minatitlán Monterrey Morelia Nuevo · Laredo Oaxaca Playa · de Oro Puebla Puerto · Escondido Puerto · Vallarta Querétaro Reynosa San Luis · Potosí Tampico Tapachula Tepic Tijuana Toluca Torreón Tuxtla Gutiérrez Uruapan Veracruz Villahermosa Zacatecas |
| 500 km1:6 468 000 |

## Compagnies aériennes et destinations
| Compagnies         | Destinations                                                                                                |
| ------------------ | --- |
| Aeroméxico         | En saison : Mexico-B. Juárez                                                                                |
| Aeroméxico Connect | Mexico-B. Juárez                                                                                            |
| Calafia Airlines   | Guadalajara-M. Hidalgo y Costilla, Puebla                                                                   |
| Interjet           | Mexico-B. Juárez                                                                                            |
| Magni              | En saison : Monterrey-M. Escobedo                                                                           |
| VivaAerobus        | Cancún, Guadalajara-M. Hidalgo y Costilla, Mérida C. Rejón, Mexico-B. Juárez, Monterrey-M. Escobedo, Puebla |
| Volaris            | Cancún, Guadalajara-M. Hidalgo y Costilla, Mexico-B. Juárez, Tijuana-A. L. Rodríguez                        |

Édité le 18/06/2019

## Statistiques
Pour des raisons techniques, il est temporairement impossible d'afficher le graphique qui aurait dû être présenté ici.

Voir la requête brute et les sources sur Wikidata.
| Année | Passagers | Cargo (tonnes) | Mouvement d'aéronefs |
| ----- | --------- | -------------- | -------------------- |
| 2006  | 334181    | 571            | 7649                 |
| 2007  | 704903    | 1312           | 13756                |
| 2008  | 788486    | 1099           | 15862                |
| 2009  | 663479    | 1001           | 12832                |
| 2010  | 650053    | 1081           | 12367                |
| 2011  | 803611    | 1046           | 14182                |
| 2012  | 786829    | 1284           | 15674                |
| 2013  | 855073    | 901            | 15930                |
| 2014  | 928243    | 1164           | 17980                |
| 2015  | 1121332   | 1132           | 18067                |
| 2016  | 1272689   | 1236           | 19325                |
| 2017  | 1342345   | 1346           | 20151                |
| 2018  | 1388706   | 1287           | 17832                |